# 乌尔夫·希尔舍
乌尔夫·希尔舍（德語：Ulf Hielscher，1967年11月30日—），德国前男子雪车运动员。他曾代表德国参加1994年冬季奥林匹克运动会雪车比赛，联同沃尔夫冈·霍佩、勒内·汉内曼和卡斯滕·恩巴赫获得男子四人铜牌。